# Bismarckstein (Badbergen)

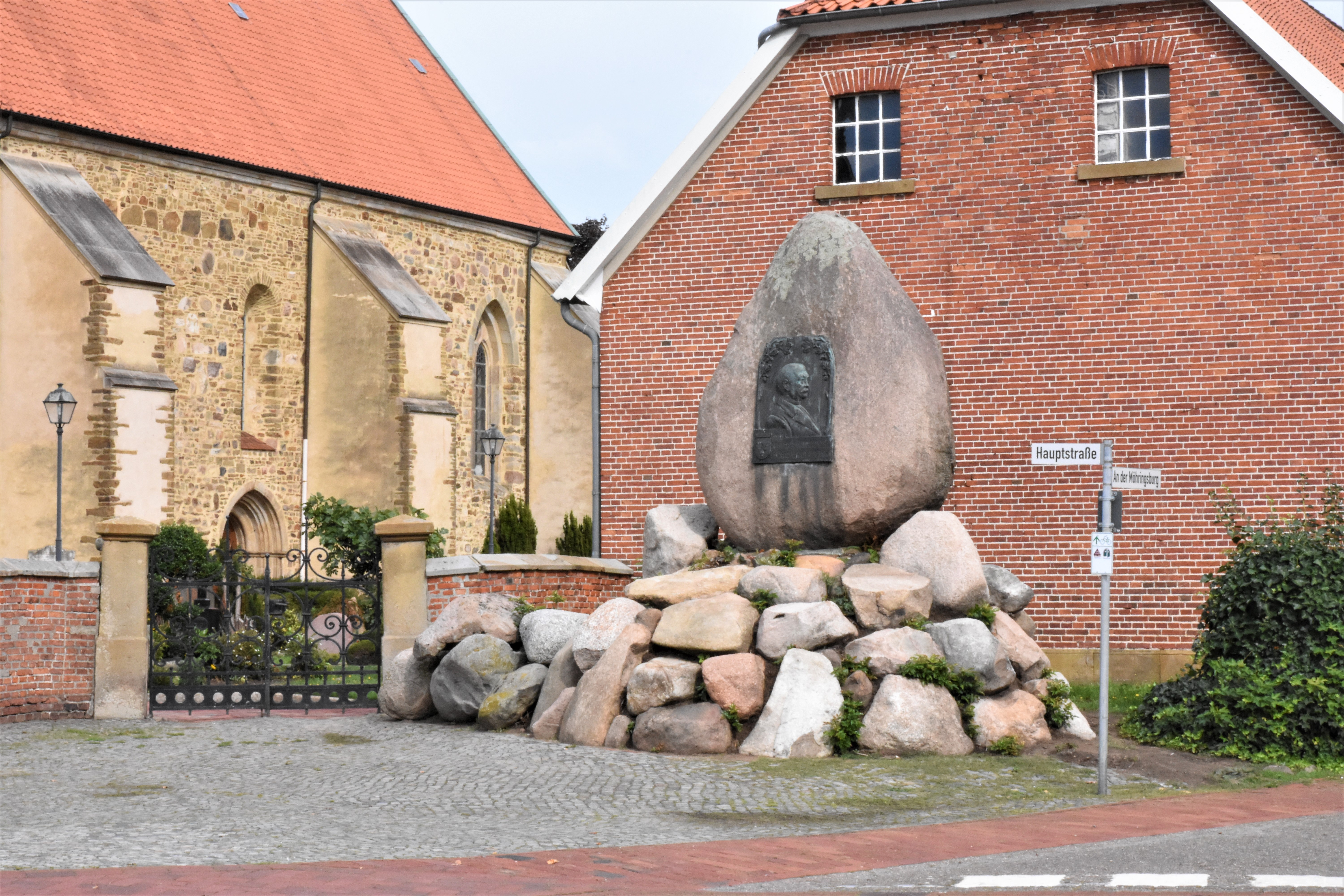
Der Bismarckstein in Badbergen

Der Bismarckstein in Badbergen ist ein Denkmal für den deutschen Reichskanzler Otto von Bismarck. Der Hauptfindling ist der ursprüngliche Breite Stein aus Schwagstorf bei Fürstenau.
Er wurde 1910 eingeweiht und befindet sich noch heute unverändert an seiner ursprünglichen Stelle vor der Küsterei der St.-Georgs-Kirche.

## Lage
Der Bismarckstein befindet sich an der Hauptstraße in Badbergen, direkt vor dem Giebel der Küsterei der evangelischen St.-Georgs-Kirche. Bis zur Fertigstellung der Umgehungsstraße im Dezember 2013, verlief auf der Straße vor dem Denkmal die Bundesstraße 68. Gegenüber dem Denkmal führt die Bahnhofstraße in Richtung Nortrup und Groß Mimmelage.
Es ist neben dem Bismarckturm in Bad Rothenfelde, welcher 1979 abgerissen wurde, sowie dem Bismarckfenster in der Fürstenauer St. Georgskirche eines der wenigen Bismarckdenkmale im Osnabrücker Land.

## Geschichte

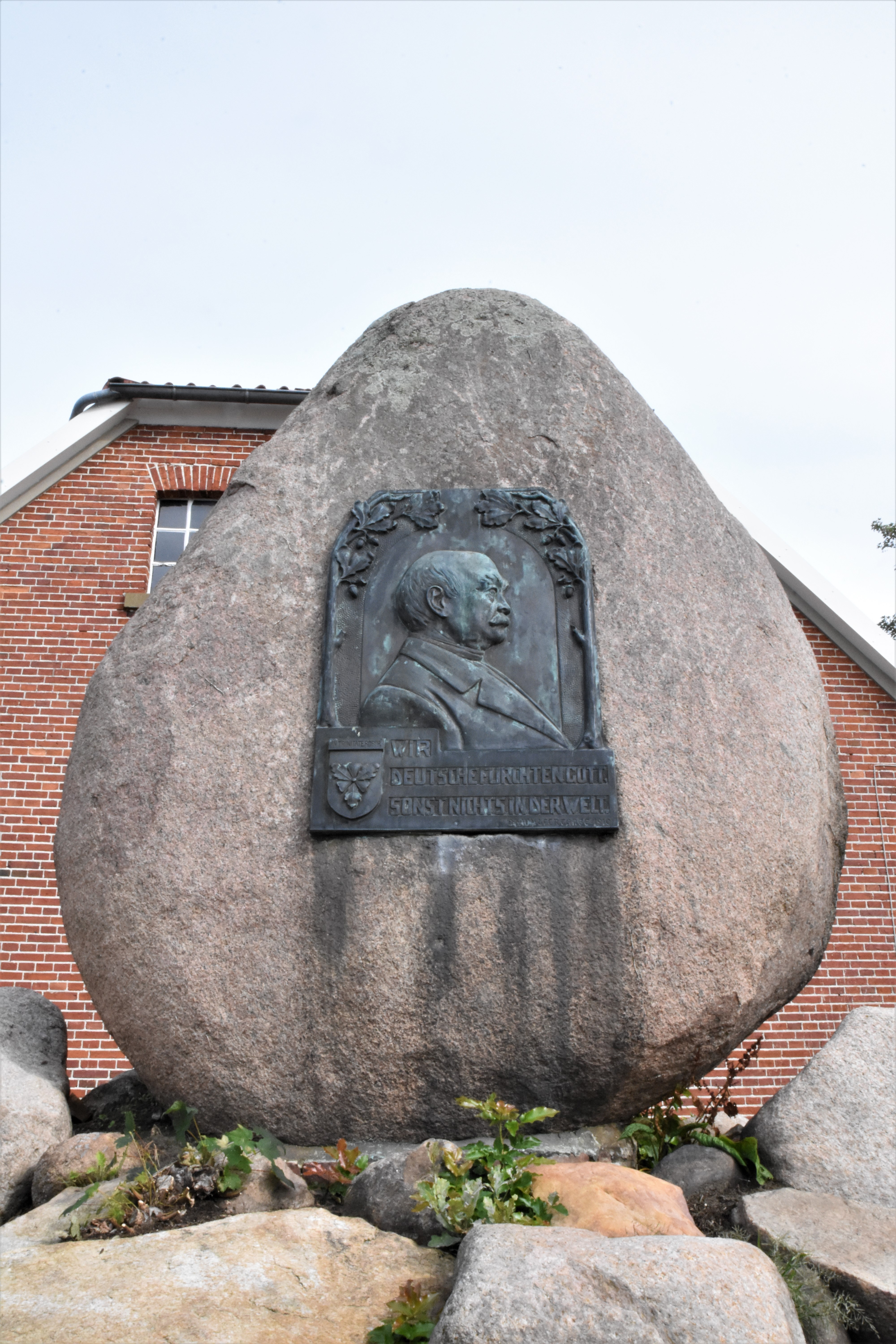
Der Hauptstein mit Bronzetafel

1909 wurde in Badbergen der Entschluss zur Errichtung eines Bismarckdenkmals gefasst. Schon viele Jahre vorher, am 1. April 1895 wurde in Badbergen zum 80. Geburtstag Otto von Bismarcks zu dessen Ehren eine Bismarckeiche gepflanzt. Das Denkmalkomitee trat an den Ankumer Ziegeleibesitzer Bergmann heran, einen Findling aus seinen Ländereien zu überlassen. Die Wahl fiel auf den Breiten Stein, welcher bei Schwagsdorf im Heidegebiet des Krippenfeldes lag.
Der Transport, welcher nur unter großen Herausforderungen gemeistert werden konnte, wurde später in einer Bilderserie veröffentlicht.
Nach mehrtägigem Transport erreichte der Stein am 19. November 1909 Badbergen. Unterwegs war das Pferdegespann in Ankum-Aslage an einer Steigung hängen geblieben und musste zusätzlich mit 20 Mann aus der nahen Ziegelei geschoben werden. Im Ankumer Dorf steckte der Wagen mit den Rädern im Pflaster fest, was zu einer eintägigen Pause zwang.
Der Stein war vor dem Abtransport eine bedeutende Wegmarke und diente den Hollandgängern als Treffpunkt. Aufgrund seiner exponierten Lage wurde auch eine vorzeitliche Kultstätte vermutet, dieses konnte aber bis heute nicht durch archäologische Funde belegt werden. Hieraus entzündete sich ein intensiver Disput zwischen den Badbergern und den Füstenauern, welcher die Rückgabe des Steins forderten. Sogar der ehemalige preußische Landwirtschaftsminister aus Nortrup Ernst von Hammerstein-Loxten wurde gebeten sich für eine Rückgabe des Steins einzusetzen. Letztlich blieben alle Bemühungen fruchtlos und der Stein blieb in Badbergen.
An der Stelle, an der das Denkmal gesetzt wurde, befand sich das für den Bau des Denkmals abgerissene Holskenhus der Kirche St. Georg. Hier konnten die Besucher ihre Holzschuhe vor dem Betreten der Kirche abstellen. Die Enthüllung des Steins wurde am Freitag, dem 1. April 1910 mit einem Festtag begangen. Der Bersenbrücker Landrat Robert Klauser hielt die Festrede.
2018 wurde das inzwischen von Efeu komplett überrankte Denkmal wieder freigelegt.

## Bronzetafel

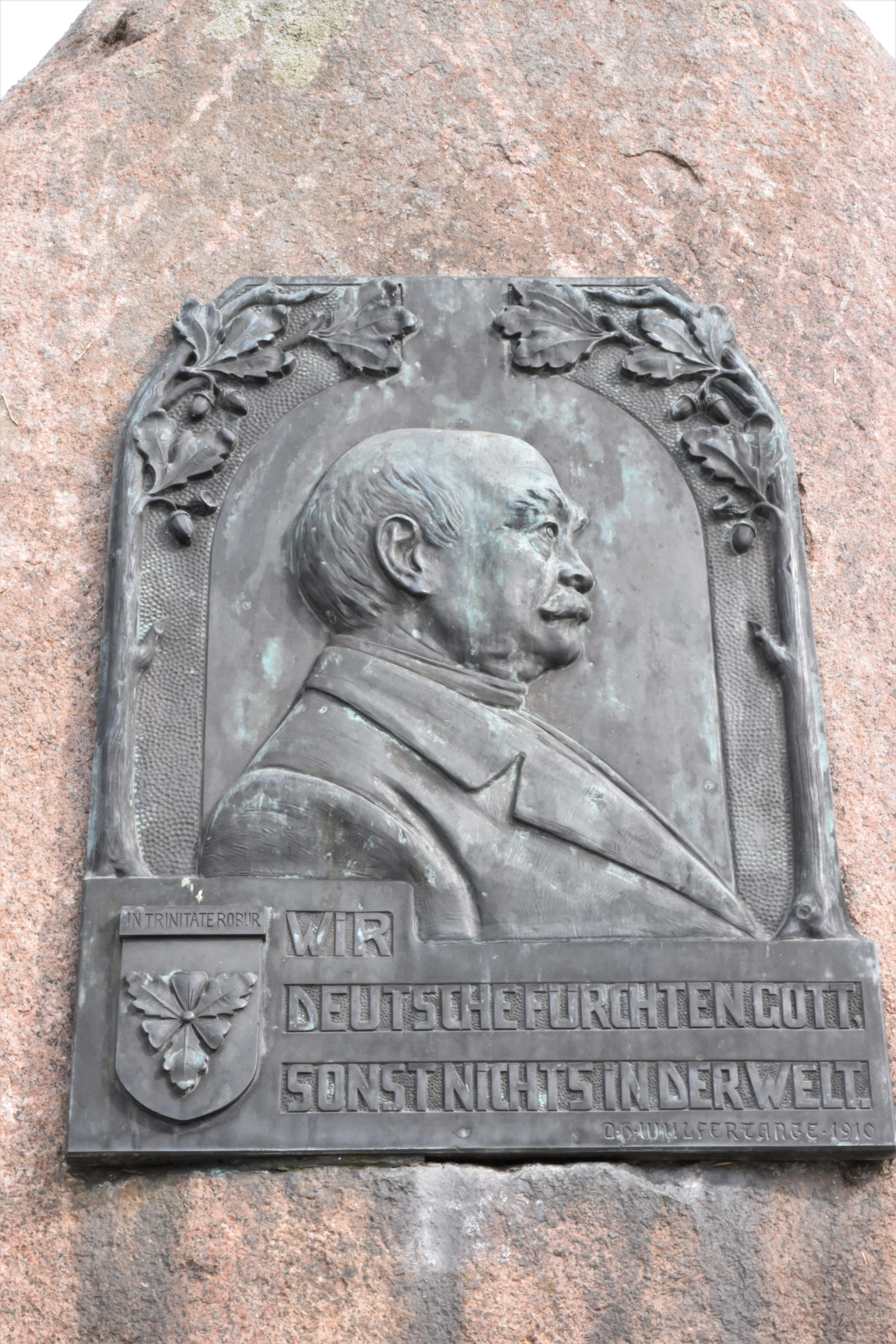
Bronzetafel des Denkmals

Der Osnabrücker Künstler Heinrich Wulfertange wurde beauftragt eine Bronzetafel mit dem Abbild Bismarcks zu schaffen. Sie misst 50 × 100 cm und kostete 600 Mark.
Auf der Bronzetafel befindet sich die Inschrift:

Über dem Abbild: IN TRINITATE ROBUR

Unter dem Abbild: WIR/DEUTSCHE FÜRCHTEN GOTT/SONST NICHTS IN DER WELT
„In trinitate robur“ (In der Dreieinheit Kraft)